# Depo kolejových vozidel České Budějovice
Depo kolejových vozidel České Budějovice (DKV České Budějovice) bylo do konce listopadu 2007 jednou z 8 oblastních výkonných jednotek typu DKV u Českých drah a. s. Patřily pod ně jednotky, střediska a pracoviště České Budějovice, České Velenice, Horní Dvořiště, Volary, Vyšší Brod, Protivín, Strakonice, Netolice a Blatná, Tábor, Veselí nad Lužnicí, Jindřichův Hradec a Horní Cerekev.

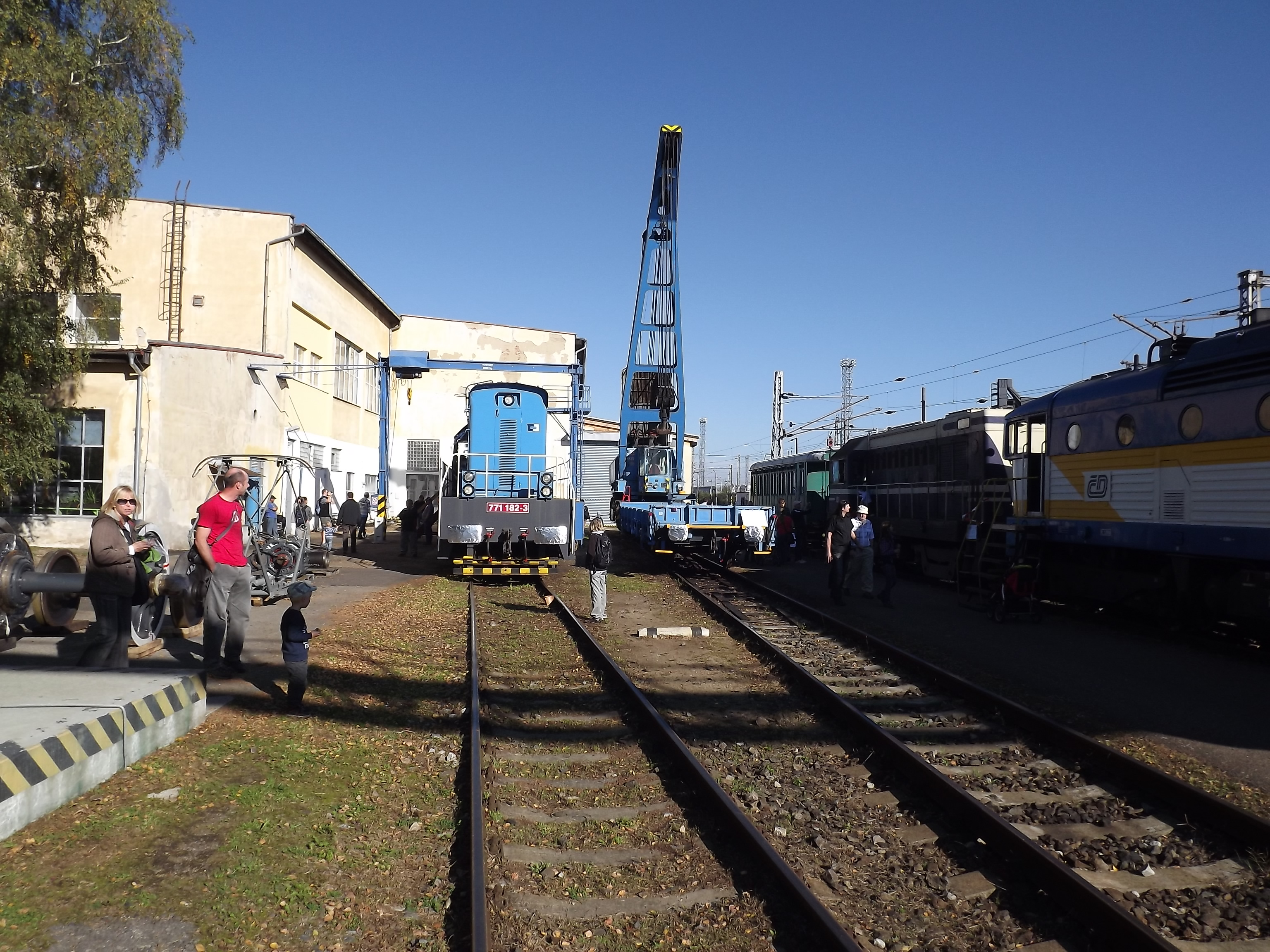
Depo kolejových vozidel ČB

V souvislosti s vytvořením dceřiné společnosti ČD Cargo, která od 1. prosince 2007 převzala třetinu lokomotiv a všechny nákladní vozy Českých drah, DKV České Budějovice jako organizační jednotka Českých drah zaniklo, některé provozy přešly pod jiná DKV, zejména pod DKV Plzeň. Společnost ČD Cargo vytvořila SOKV (středisko oprav kolejových vozidel) České Budějovice

## Historie
Koněspřežná dráha České Budějovice - Linec byla v provozu od roku 1832, v roce 1868 byla zahájena její přestavba na parní provoz. Současně s nádražím v místě dnešní železniční polikliniky byla v roce 1868 vybudována výtopna s vodárnou pro jednu lokomotivu. Výtopna stála proti staniční budově „severní tratě císaře Františka Josefa“ Plzeň - České Velenice.
V roce 1872 byla postavena nová výtopna pro šest strojů používaných na přestavěné koněspřežné dráze, na trati císařovny Alžběty České Budějovice - Linec.
V letech 1882 až 1883 byla postavena nová výtopna s dvěma rotundami v místech dnešního lokomotivního depa. Rotunda I. byla plzeňská a patřila pod ředitelství Plzeň, rotunda II. byla linecká a patřila pod ředitelství Steyer, později Linec. V roce 1914 byla výtopna rozšířena o třetí rotundu a dílna rozšířena.
Náletem americké armády 23. a 24. března 1945 byla výtopna téměř zničena, následně byla zrekonstruována. Rotunda I. zanikla a na jejím místě později vznikla tzv. montovna s hříží.
V letech 1969–1983 bylo depo postupně zatrolejováno. V letech 2001–2002 byla snesena střecha části druhé rotundy a nad všemi paprsky druhé točny bylo instalováno trakční vedení, což je na Českých drahách ojedinělé řešení.
8. června 1984 byla ukončena výstavba budovy provozního ošetření lokomotiv (tzv. POL).
DKV České Budějovice bylo v roce 1972 prvním depem v Československých státních drahách, kde začaly být zaváděny jednomužné směny strojvůdců.
V roce 1995 došlo sloučením lokomotivních a vozových dep v regionu jižních Čech a Vysočiny ke vzniku dvou dep kolejových vozidel:
- Depo kolejových vozidel České Budějovice (další pracoviště České Velenice, Horní Dvořiště, Volary, Vyšší Brod, Protivín, Strakonice, Netolice a Blatná),
- Depo kolejových vozidel Tábor (pracoviště Veselí nad Lužnicí, Jindřichův Hradec a Horní Cerekev) a
- Depo kolejových vozidel Jihlava (pracoviště Telč a Okříšky)

Od 1. ledna 1997 byla všechna tři depa se všemi pracovišti sloučena do Depa kolejových vozidel České Budějovice.
Střediska Jihlava, Telč a Okříšky byla v červenci 2004 převedena pod Depo kolejových vozidel Brno.
V červenci 2004 část opravárenských kapacit v Českých Budějovicích, kde se prováděly vyvazovací opravy hnacích vozidel, přešla pod nově vzniklé Dílny pro opravy vozidel (DPOV) Nymburk.

## Vozový park
V roce 1928 byly ke stávajícím parním lokomotivám dodány první motorové vozy, řady M 120.3. V dalších letech byly dodávány například vozy M 120.4, M 130.2, M 130.1, M 130.4, M 131.1, M 262.0 (dnes řada 830) a M 152.0 (810).
První motorové lokomotivy pro nákladní vlaky byly dodány kolem roku 1963 (T 334.0 a následně T 444.0 a T 444.1). V roce 1969 byl v Blatné ukončen provoz parních lokomotiv.
Elektrický provoz byl zahájen v roce 1903 proudovou soustavou 2x 700 V na trati Tábor - Bechyně, roku 1938 přestavěné na stejnosměrné napětí 1500 V. V roce 1968 byl zahájen provoz elektrické trakce střídavého napětí 25 kV v celé trati České Budějovice - Plzeň. V roce 1969 byly zatrolejovány dvě koleje lokomotivního depa a 14. prosince 1983 bylo dokončeno zatrolejovaní ostatních kolejí. V letech 1991–1993 depo České Budějovice vyrobilo několik bateriových vozů a provedlo rekonstrukci lokomotiv 210 na náhradní pohon z bateriového vozu, což umožnilo elektrickým lokomotivám manipulační jízdu mimo elektrizované trati. V roce 2002 byla dokončena elektrizace tratě České Budějovice – Horní Dvořiště. Na jaře 2005 byla trať Rybník – Lipno přestavěna ze stejnosměrného systému 1,5 kV na 25 kV 50 Hz. To umožnilo zredukovat pracoviště ve Vyšším Brodě a převedení části lokomotiv do Tábora. Tři lokomotivy řady 240 byly v DKV České Budějovice přestavěny na dvojsystémové lokomotivy řady 340, které umožňují přechod z českého systému 25 kV 50 Hz na rakouský systém 15 kV a tak umožňují vozbu do rakouského Summerau. Dvanáct českobudějovických strojvedoucích, kteří zajíždějí pravidelně do Rakouska, jezdí i s rakouskými lokomotivami společnosti ÖBB.